# Erdős Péter (menedzser)
Erdős Péter (Budapest, 1925. július 7. – Budapest, 1990. február 21.) jogász, menedzser, a magyar popzenei világ egyik irányítója a Kádár-korszak második felében, emiatt Popcézárnak is nevezték.

## Élete
Budapesten született Erdős Imre Mihály banktisztviselő és Grünhut Olga gyermekeként. Szülei kétéves korában elváltak (1928), ezt követően édesanyja nevelte, szerény varrónői jövedelméből. Miután a gimnáziumot elvégezte, 1943-tól szabóinasnak szegődött. 1944-ben zsidó származása miatt munkaszolgálatra hívták be. Borban vasútépítésen dolgoztatták, ahol Radnóti Miklóssal is találkozott. Később Sachsenhausenba, majd Buchenwaldba deportálták. Mire az amerikaiak 1945-ben felszabadították a tábort, 39 kilósra fogyott le.
A második világháború után egy évet egy svájci szanatóriumban töltött, ahol megismerkedett a magyar kommunista emigrációval. 1949-től szerkesztette a Magyar Napot, és lektorkodott az Athenaeum Kiadónál. Oktatott a Színművészeti Főiskolán, ahol Szinetár Miklós és Psota Irén is a tanítványai voltak. Újságíróként dolgozott a Szabadság és a Szabad Nép című lapoknál. 1950-ben letartóztatták, kémkedés vádjával, majd három évet magánzárkában töltött Kistarcsán. 1953-ban kiszabadult, majd csatlakozott a pártellenzékhez. Egy évvel később kitiltották a Magyar Rádióból, ahol külsősként dolgozott. 1954-ben mint tanú vett részt Kádár János rehabilitációs tárgyalásán. 1956 februárjában Rákosi-ellenes izgatás vádjával másfél év börtönbüntetésre ítélték első fokon, ám másodfokon felfüggesztették büntetése végrehajtását.

## Tevékenysége 1956-ban
Külső munkatárs lett a Magyar Nemzetnél, és rádióriporterként is dolgozott. Kezdeményezte a Petőfi Kör iparművészeti vitáját. 1956. október 22-én a műegyetemen megrendezett gyűlés alkalmával beszédet mondott, ahogy önéletrajzi interjújában elmondja: a diákgyűlésről riportot is készített, ami elhangzott a Kossuth Rádióban, még aznap este. Erre később így emlékezett vissza: „lelkesen beszéltem az egyetemisták ellenzéki bátorságáról, kiemeltem Nagy Imréhez való vonzódásukat”.
Erdős Péter másnap, október 23-án a Rádió épületében volt. Földes Péterrel beszélgetve megállapították, hogy katasztrofálisnak tartják a diáktüntetés betiltását. (12.53-kor a Kossuth Rádió adását megszakítva közölte, hogy a belügyminiszter a szervezett tüntetést betiltotta.) Visszaemlékezése szerint Erdős Péter kijelentette, hogy ezt csak akkor lehet visszafordítani, ha ehhez Vásárhelyi Miklós hozzájárul.
„Földes Péter kiment, és tíz perc  múlva azzal jött vissza, sikerült beszélnie Vásárhelyivel, helyesli a tüntetést. Véleménye szerint be kellene mondani a rádióban, hogy a belügyminiszter engedélyezte a tüntetést. Mivel Hartay, a Rádió alelnöke jobban bízott bennem, mint Földesben, rábeszélt arra Földes, hogy én diktáljam le a belügyminiszteri tüntetés engedélyezéséről szóló hírt. Földes lediktálta, Hartay aláírta, s öt perc múlva elhangzott a rádióban, hogy a belügyminiszter engedélyezte a tüntetést. Nem igaz tehát, hogy ezt ők engedélyezték ezt mi manipuláltuk meg.” – mondta a jóval később keletkezett interjúban. Erdős szerint Benke Valéria, a rádió akkori elnöke magyarázatot kért, de vizsgálatra az események miatt már nem került sor.
Erdős Péter 1956-ban – önéletrajza szerint – a forradalom oldalán állt. A következő napokban Vásárhelyi mellett dolgozott a parlamentben. Josip Broz Tito és a jugoszláv önigazgatás híveként használhatta a jugoszláv nagykövet kocsiját.

## 1956 után

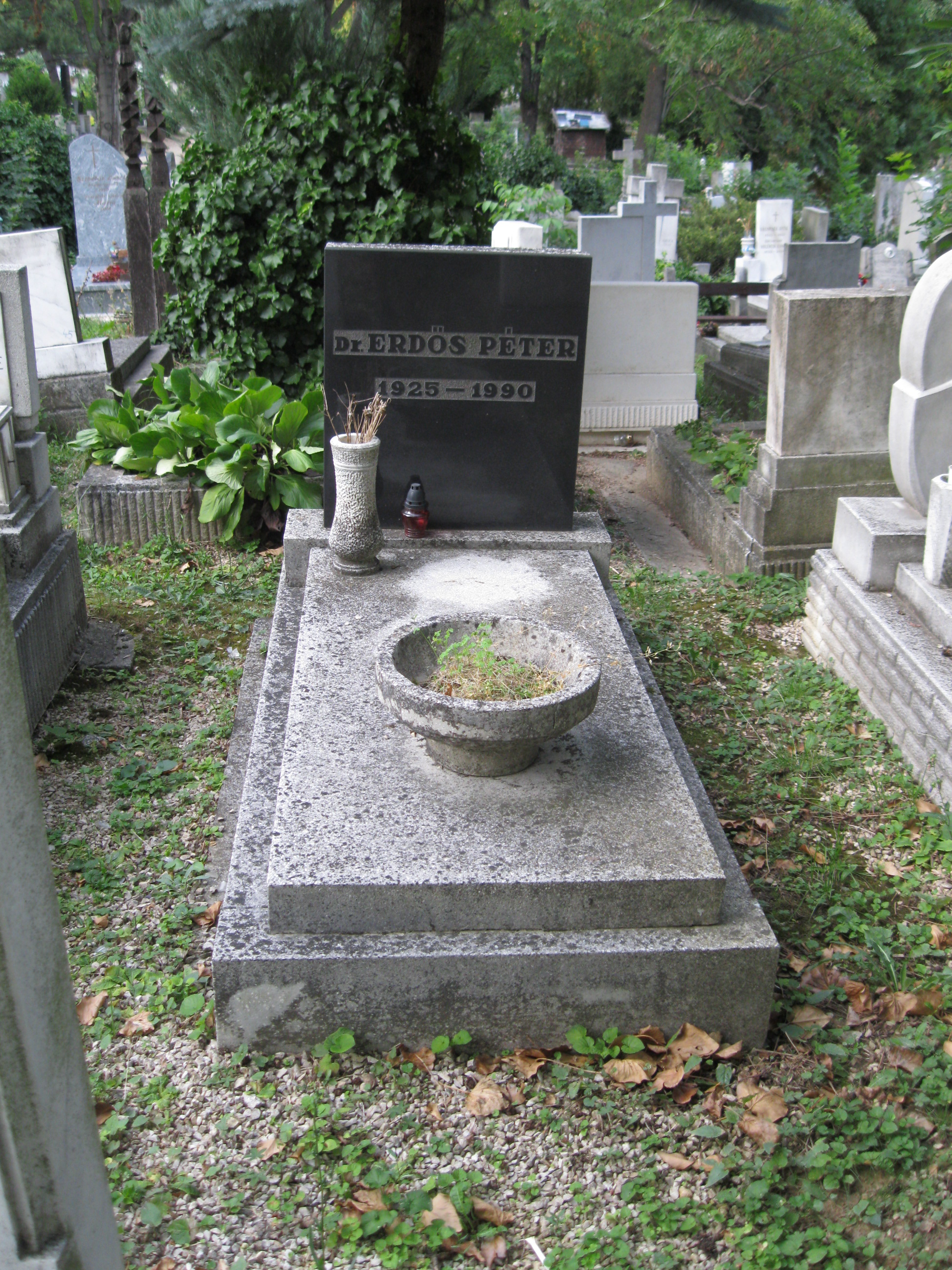
Erdős Péter sírja a Farkasréti temetőben (9/1-3-32)

November 4. után a követségre vitte feleségét, kislányát és Vásárhelyi családját. Ő és Vásárhelyi a jugoszláv katonai attasé rózsadombi lakásán vette igénybe a menedékjogot. November 18-áig tartózkodott ott. 1957. március 26-án feladta magát. Egy év hat hónap börtönbüntetést kapott a Legfelsőbb Bíróság ítélete alapján, 1958. augusztus 19-én szabadult. 1958–1959 között a Szerzői Jogvédő Hivatal Színházi Osztályát vezette, 1960 és 1966 között az ELTE jogi karán esti tagozaton folytatott tanulmányokat.
1968-tól jogtanácsos és a sajtóosztály vezetője volt a Magyar Hanglemezgyártó Vállalatnál, 1983-tól a PRO Menedzser Iroda igazgatói tisztjét töltötte be. Mint a Hungaroton munkatársa, a könnyűzene legismertebb menedzsere volt. 1977-től a Neoton Famíliát (elsősorban Csepregi Éva személyében) menedzselte, azzal a céllal, hogy Magyarországnak világsztár popegyüttese legyen. Az együttes elsősorban Kelet-Ázsiában ért el sikereket. 1990-ben jelentek meg visszaemlékezései „Hogyan készül a popmenedzser” címmel.
Tevékenységének szerves és meggyőződésesen vállalt része volt a Kádár-korszak kultúrpolitikai irányelveinek a magyar könnyűzenei szférára vonatkozó céltudatos végrehajtása, ami elsősorban a cenzúrát jelentette. Ilyen irányú döntéseit általában elválaszthatatlanul befolyásolták a tevékenysége során fellépő személyes és szakmai konfliktusokban kialakuló rokon- és ellenszenvek; utóbbiakat általában sem maga, sem az érintett zenészek nem titkolták. Számos zenész karrierjét nehezítette meg, vagy lehetetlenítette el, mint például: Cserháti Zsuzsa, Radics Béla, a Hobo Blues Band és a Beatrice. A KFT frontembere, Laár András szavaival: „Nála nem fért bele az, hogy az általa propagált Neoton Família mellett más zenekarnak is sikere legyen külföldön. Elmondta nekünk, hogy százezres lemezeladásokat is csinálhatott volna velünk, de nem akarta, így lett csak 30 ezer.” Nemcsak számos zenészinterjú, önéletrajz, visszaemlékezés bizonyítja az Erdős által vitt félig hivatalos - félig önjelölt, hatalmaskodó és pökhendi, arrogáns főnök szerepének fennállását (amely – visszaemlékezések szerint – többek között énekesnők és női zenészek szexuális kihasználásában is megnyilvánult), a hátrányosan érintett művészek olykor dalokban is megörökítették a jelenséget, egyúttal kifejezték sértettségüket. A CPg punkegyüttes „Erdős Péter” címmel trágár és a Kádár-rendszer utolsó, hanyatló évtizedében az egyik utolsó nagy kulturális közbotrányt kiváltó dalt írta róla, a Beatrice egyik, sokáig kiadatlanul maradt dupla albumán (Beatrice ’77-'88) a Születésnapodra c. dalban Horger Antallal állította párhuzamba.

## Családja
Első felesége Köves Erzsébet, az utolsó (legalább a harmadik) pedig dr. Dobos Anna. Leánya Hankiss Ágnes (született Erdős Ágnes) pszichológus, a Fidesz európai parlamenti képviselője, unokája Vitézy Dávid, a Városi és Elővárosi Közlekedési Egyesület alapítója és szóvivője, 2010–2014 között a Budapesti Közlekedési Központ vezérigazgatója.
|                                                   |                                                   | Erdős Péter (1925–1990) menedzser, „popcézár”     | Erdős Péter (1925–1990) menedzser, „popcézár”     | Erdős Péter (1925–1990) menedzser, „popcézár”     | Erdős Péter (1925–1990) menedzser, „popcézár”     | Erdős Péter (1925–1990) menedzser, „popcézár” | Erdős Péter (1925–1990) menedzser, „popcézár” |                                                                 |                                                                 |                                                                 |                                                                 |                                                                 |                                                                 | Köves Erzsébet Losonczy Géza egykori titkárnője | Köves Erzsébet Losonczy Géza egykori titkárnője | Köves Erzsébet Losonczy Géza egykori titkárnője | Köves Erzsébet Losonczy Géza egykori titkárnője | Köves Erzsébet Losonczy Géza egykori titkárnője | Köves Erzsébet Losonczy Géza egykori titkárnője |                                       |                                       |                                       |                                       |                                       |                                       | | | | | | |                                           |                                           |                                           |                                           |                                           |                                           |  |  |         |         |         |         |         |         |  |  |  |  |  |  |  |  |
|                                                   |                                                   | Erdős Péter (1925–1990) menedzser, „popcézár”     | Erdős Péter (1925–1990) menedzser, „popcézár”     | Erdős Péter (1925–1990) menedzser, „popcézár”     | Erdős Péter (1925–1990) menedzser, „popcézár”     | Erdős Péter (1925–1990) menedzser, „popcézár” | Erdős Péter (1925–1990) menedzser, „popcézár” |                                                                 |                                                                 |                                                                 |                                                                 |                                                                 |                                                                 | Köves Erzsébet Losonczy Géza egykori titkárnője | Köves Erzsébet Losonczy Géza egykori titkárnője | Köves Erzsébet Losonczy Géza egykori titkárnője | Köves Erzsébet Losonczy Géza egykori titkárnője | Köves Erzsébet Losonczy Géza egykori titkárnője | Köves Erzsébet Losonczy Géza egykori titkárnője |                                       |                                       |                                       |                                       |                                       |                                       | | | | | | |                                           |                                           |                                           |                                           |                                           |                                           |  |  |         |         |         |         |         |         |  |  |  |  |  |  |  |  |
|                                                   |                                                   |                                                   |                                                   |                                                   |                                                   |                                               |                                               |                                                                 |                                                                 |                                                                 |                                                                 |                                                                 |                                                                 |                                                 |                                                 |                                                 |                                                 |                                                 |                                                 |                                       |                                       |                                       |                                       |                                       |                                       | Vitézy Tamás (*1947) vállalkozó, üzletember | | | | | |                                           |                                           |                                           |                                           |                                           |                                           |  |  |         |         |         |         |         |         |  |  |  |  |  |  |  |  |
|                                                   |                                                   |                                                   |                                                   |                                                   |                                                   |                                               |                                               |                                                                 |                                                                 |                                                                 |                                                                 |                                                                 |                                                                 |                                                 |                                                 |                                                 |                                                 |                                                 |                                                 |                                       |                                       |                                       |                                       |                                       |                                       | | | | | | |                                           |                                           |                                           |                                           |                                           |                                           |  |  |         |         |         |         |         |         |  |  |  |  |  |  |  |  |
|                                                   |                                                   |                                                   |                                                   |                                                   |                                                   |                                               |                                               |                                                                 |                                                                 |                                                                 |                                                                 |                                                                 |                                                                 |                                                 |                                                 |                                                 |                                                 |                                                 |                                                 |                                       |                                       |                                       |                                       |                                       |                                       | | | | | | |                                           |                                           |                                           |                                           |                                           |                                           |  |  |         |         |         |         |         |         |  |  |  |  |  |  |  |  |
| Hankiss Elemér (1928–2015) szociológus, filozófus | Hankiss Elemér (1928–2015) szociológus, filozófus | Hankiss Elemér (1928–2015) szociológus, filozófus | Hankiss Elemér (1928–2015) szociológus, filozófus | Hankiss Elemér (1928–2015) szociológus, filozófus | Hankiss Elemér (1928–2015) szociológus, filozófus |                                               |                                               | Hankiss Ágnes szül: Erdős Ágnes (1950–2021) FIDESZ EP-képviselő | Hankiss Ágnes szül: Erdős Ágnes (1950–2021) FIDESZ EP-képviselő | Hankiss Ágnes szül: Erdős Ágnes (1950–2021) FIDESZ EP-képviselő | Hankiss Ágnes szül: Erdős Ágnes (1950–2021) FIDESZ EP-képviselő | Hankiss Ágnes szül: Erdős Ágnes (1950–2021) FIDESZ EP-képviselő | Hankiss Ágnes szül: Erdős Ágnes (1950–2021) FIDESZ EP-képviselő |                                                 |                                                 |                                                 |                                                 |                                                 |                                                 | Vitézy László (1940–2024) filmrendező | Vitézy László (1940–2024) filmrendező | Vitézy László (1940–2024) filmrendező | Vitézy László (1940–2024) filmrendező | Vitézy László (1940–2024) filmrendező | Vitézy László (1940–2024) filmrendező | | | | | | | Sípos Katalin szociológus, gyógypedagógus | Sípos Katalin szociológus, gyógypedagógus | Sípos Katalin szociológus, gyógypedagógus | Sípos Katalin szociológus, gyógypedagógus | Sípos Katalin szociológus, gyógypedagógus | Sípos Katalin szociológus, gyógypedagógus |  |  | {{{ }}} | {{{ }}} | {{{ }}} | {{{ }}} | {{{ }}} | {{{ }}} |  |  |  |  |  |  |  |  |
| Hankiss Elemér (1928–2015) szociológus, filozófus | Hankiss Elemér (1928–2015) szociológus, filozófus | Hankiss Elemér (1928–2015) szociológus, filozófus | Hankiss Elemér (1928–2015) szociológus, filozófus | Hankiss Elemér (1928–2015) szociológus, filozófus | Hankiss Elemér (1928–2015) szociológus, filozófus |                                               |                                               | Hankiss Ágnes szül: Erdős Ágnes (1950–2021) FIDESZ EP-képviselő | Hankiss Ágnes szül: Erdős Ágnes (1950–2021) FIDESZ EP-képviselő | Hankiss Ágnes szül: Erdős Ágnes (1950–2021) FIDESZ EP-képviselő | Hankiss Ágnes szül: Erdős Ágnes (1950–2021) FIDESZ EP-képviselő | Hankiss Ágnes szül: Erdős Ágnes (1950–2021) FIDESZ EP-képviselő | Hankiss Ágnes szül: Erdős Ágnes (1950–2021) FIDESZ EP-képviselő |                                                 |                                                 |                                                 |                                                 |                                                 |                                                 | Vitézy László (1940–2024) filmrendező | Vitézy László (1940–2024) filmrendező | Vitézy László (1940–2024) filmrendező | Vitézy László (1940–2024) filmrendező | Vitézy László (1940–2024) filmrendező | Vitézy László (1940–2024) filmrendező | | | | | | | Sípos Katalin szociológus, gyógypedagógus | Sípos Katalin szociológus, gyógypedagógus | Sípos Katalin szociológus, gyógypedagógus | Sípos Katalin szociológus, gyógypedagógus | Sípos Katalin szociológus, gyógypedagógus | Sípos Katalin szociológus, gyógypedagógus |  |  | {{{ }}} | {{{ }}} | {{{ }}} | {{{ }}} | {{{ }}} | {{{ }}} |  |  |  |  |  |  |  |  |
|                                                   |                                                   |                                                   |                                                   |                                                   |                                                   |                                               |                                               |                                                                 |                                                                 |                                                                 |                                                                 |                                                                 |                                                                 |                                                 |                                                 |                                                 |                                                 |                                                 |                                                 |                                       |                                       |                                       |                                       |                                       |                                       | | | | | | |                                           |                                           |                                           |                                           |                                           |                                           |  |  |         |         |         |         |         |         |  |  |  |  |  |  |  |  |
|                                                   |                                                   |                                                   |                                                   |                                                   |                                                   |                                               |                                               |                                                                 |                                                                 |                                                                 |                                                                 |                                                                 |                                                                 | Vitézy Dávid (*1985) korábbi BKK igazgató       | Vitézy Dávid (*1985) korábbi BKK igazgató       | Vitézy Dávid (*1985) korábbi BKK igazgató       | Vitézy Dávid (*1985) korábbi BKK igazgató       | Vitézy Dávid (*1985) korábbi BKK igazgató       | Vitézy Dávid (*1985) korábbi BKK igazgató       |                                       |                                       |                                       |                                       |                                       |                                       | Vitézy Zsófia (*1967) újságíró, dokumentumfilm-rendező, a Brüsszeli Magyar Intézet igazgatója kolumbiai magyar nagykövet Orbán Viktor unokatestvére | Vitézy Zsófia (*1967) újságíró, dokumentumfilm-rendező, a Brüsszeli Magyar Intézet igazgatója kolumbiai magyar nagykövet Orbán Viktor unokatestvére | Vitézy Zsófia (*1967) újságíró, dokumentumfilm-rendező, a Brüsszeli Magyar Intézet igazgatója kolumbiai magyar nagykövet Orbán Viktor unokatestvére | Vitézy Zsófia (*1967) újságíró, dokumentumfilm-rendező, a Brüsszeli Magyar Intézet igazgatója kolumbiai magyar nagykövet Orbán Viktor unokatestvére | Vitézy Zsófia (*1967) újságíró, dokumentumfilm-rendező, a Brüsszeli Magyar Intézet igazgatója kolumbiai magyar nagykövet Orbán Viktor unokatestvére | Vitézy Zsófia (*1967) újságíró, dokumentumfilm-rendező, a Brüsszeli Magyar Intézet igazgatója kolumbiai magyar nagykövet Orbán Viktor unokatestvére |                                           |                                           |                                           |                                           |                                           |                                           |  |  |         |         |         |         |         |         |  |  |  |  |  |  |  |  |

## Kötete
- Hogyan készül a popmenedzser? Erdős Péterrel beszélget Acsay Judit; szerk. Kovács Dezső; Unió, Bp., 1990

## Emlékezete
- A Zámbó Jimmy élete ihlette sorozatban, A Királyban Gyabronka József alakítja az egykori popmendzsert.